# Каоліни Вінницької області
Каоліни Вінницької області
Каолін — біла глиниста порода] складена мінералом каолінітом. Розрізняють первинні каоліни, які залягають безпосередньо на місці їх утворення і вторинні — перевідкладені водними потоками.
Первинні каоліни, крім власне мінералу каолініту, в значній кількості (від 30 до 60 %) містять інші мінерали материнських порід, переважно кварц.
Вторинні каоліни — це збагачені природним способом в процесі промивання первинні каоліни. Вони складені майже одним каолінітом, більш тонкодисперсним проте, на відміну від первинних, для них часто характерно більш високий вміст шкідливих компонентів, зокрема заліза, низькі показники білизни. Вторинні каоліни з домішками інших глинистих мінералів називаються вогнетривкими глинами.
Первинні каоліни після збагачення використовують переважно як наповнювачі при виробництві паперу, гуми, пластмас, іншої продукції, в меншій мірі — в керамічної промисловості. Вторинні каоліни використовують без збагачення для виготовлення вогнетривких матеріалів, різноманітної кераміки, фаянсу і порцеляни.

## Первинні каоліни
У північній частині області розташований, так званий, Глуховецький — Турбівський каоліновий район, в межах якого знаходяться: Великогадомське, Глухівське, Жежелівське, Турбівське, Чубинське, Гуринське, Туча-Миколаївське та інші родовища, в яких зосереджено близько половини розвіданих запасів первинних каолінів України.
Державним балансом запасів корисних копалин на території області враховано 4 родовища: Глухівське, Турбівське, Жежелівське і Великогадомське.
Попередньо оцінені запаси каолінів Чубинського (770 млн тонн), Гуринського (180 млн тонн) і Туча-Миколаївського родовищ. Вони займають значні площі і детально не вивчені. Якість сировини і умови його залягання в різних місцях різні.
У Тиврівському районі попередньо розвідане родовище каолінів із запасами близько 2 млн тонн. Каолін відрізняються досить високою білизною і хорошими керамічними властивостями. Умови видобутку сприятливі.
У Козятинському, Калинівському, Липовецькому Іллінецькому, Оратівському, Вінницькому, Тиврівському, Немирівському, Гайсинському, Бершадському та деяких інших районах вивчені прояви первинних каолінів (переважно по одній або декількох свердловинах або кустарних кар'єрах).
Глуховецьке родовище первинних каолінів розробляється з 1901 року. У 70-ті та на початку 80-х років на родовищі щорічно видобувалося до 1050—1200 тис. тонн каоліну — сирцю, з якого вироблялося 450—600 тис. тонн збагаченого каоліну, а також близько 200 тис. тонн збагаченого кварцового піску. Глуховецький і Просянівський (Дніпропетровська область) гірничо-збагачувальні комбінати забезпечували потреби в збагаченому каоліні більшості підприємств паперової та фарфоро-фаянсової промисловості. Частина продукції експортувалася в країни Європи. Збагачений Глуховецький каолін використовувався в основному в паперовій (81 %), керамічній (10 %), і парфумерній (7 %) промисловості.
Глуховецький комбінат випускає каолін мокрого збагачення марок КН-74, КН-77, КН-80 і КС-1 і сухого збагачення — П-2 (білизна 77 %), хоча 55 % сировини дозволяє виготовляти концентрати марок КН-80 — і КН-84 , а понад 35 % — марок КН-82 і КН-84. Однак виробництво більш високих марок вимагає використання більш сучасних технологій і оснащення. У зв'язку з виробничими проблемами і втратою ринків збуту продуктивність Глуховецького комбінату знизилася до 100 тис.тонн і менше збагаченого каоліну в рік.
Турбівський каоліновий завод, який випускав концентрат ще більш низької якості, останні роки не працює.
Унікальне за запасами і якістю каоліну Великогадомське родовище каолінів розташоване на території Козятинського району Вінницької області і Бердичівського району Житомирської області.
Висока білизна і дисперсність каолінового концентрату з родовищ Вінниччини визначають основні напрямки його використання: для наповнення і покриття вищих сортів паперу, а так само білої і кольорової гуми. Встановлено його придатність для виробництва радіотехнічних виробів, ультрамарину, електротехнічного силуміну, недротяних резисторів. У зв'язку з низькою механічною міцністю, у виробах електрокераміки каолін може використовуватися, в основному, як добавка (20—50 %) до більш міцного, наприклад, просяновського каоліну.
Комплекс досліджень, виконаних французькими, українськими лабораторіями і Гренобльським паперовим центром з метою визначення білизни, абразивності, реології, кристалографії, гранулометричного розподілу часток каоліну підтвердив, що концентрати з первинного каоліну Великогадомського родовища не поступаються кращим всесвітньо відомим маркам каолінів для паперу, що виробляється компаніями «Інгліш Чайна Клейзи» (ІЧК), Англія і «Джорджія Каолін» (ДК), США.

## Вторинні каоліни
Розвідані запаси вторинних каолінів на території Вінницької області вкрай обмежені.
Родовища вторинних каолінів та близьких до них за складом вогнетривких глин інтенсивно експлуатуються в Донецькій, Запорізькій, Черкаській, Кіровоградській областях. Розробляються пласти потужністю близько 3—5 м. На глибинах до 30 м. Якісна сировина користується значним попитом і без переробки реалізується за цінами $ 30—50 за тонну.
На Вінниччині відомі поклади вторинних каолінів поблизу сіл Миколаївки, Туча, Черепашинець, Красненького, Вороновиі, м. Калиновки та інших. Однак вони мало вивчені.
Не вивченим і майже невідомим донині залишається родовище вторинних каолінів розташоване між селами Паланка і Вапнярка Томашпільського району. Каолін добувалися тут з давніх часів і до 80-х років ХХ століття. Саме з цими родовищами пов'язана назва села «Вапнярка». Вторинний каолін, який використовувався тут для побілки, і досі називають «вапно».
Каолін в околицях Вапнярки і Паланки видобувався на ділянці довжиною близько 5 км підземним способом на глибині 15-35 м. Ще в 60-і роки місцевим колгоспом тут видобувалося до 9 тонн каоліну на день.
У 20-30-х роках ХХ ст. діючі шахти було обстежено, а родовище описано під назвою «Паланківське». При цьому охарактеризовані п'ять відмінностей каолінів серед яких: «сніжно-білий пухкий» і «синювато-білий щільний». Потужність каолінів в окремих шахтах перевищувала 20 м. Глибина залягання — від безпосередніх виходів на поверхню до 15 м. Запаси на одній з дільниць 196 тис. тонн.
На окремих ділянках є реальна можливість добувати вторинні каоліни при глибині залягання від 3 до 15 м. І потужності продуктивного пласта близько 10 м. При цьому ресурси каоліну на одній з ділянок оцінюють в кілька мільйонів тонн.
Серед інших відомих проявів заслуговують на увагу поклади вторинних каолінів поблизу смт Вороновиці, де каоліни залягають на значній площі на глибині 2-10 м. При потужності пласта 5—6 м; у м. Калинівка, де вони виявлені на глибині 2—3 м при потужності близько 13 м; у с. Черепашинець — на глибині 7—13 м при потужності 6—9 м.